# Hjortbergstavlan

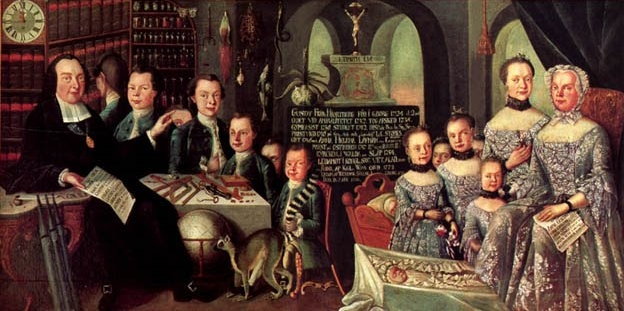
Hjortbergstavlan.

Hjortbergstavlan är en stor (160 x 320 cm) epitafiemålning som hänger i Släps kyrka i Kungsbacka kommun. 
Målningen utfördes av Jonas Dürchs i början av 1770-talet. Den föreställer kyrkoherden Gustaf Hjortberg tillsammans med hustrun Anna Helena och parets 15 barn, även de som inte uppnådde vuxen ålder. Ansiktena på dessa barn är skymda eller vända bort från betraktaren. Sönerna står samlade runt fadern och döttrarna runt modern. På målningen finns också olika föremål som symboliserar Hjortbergs lärdom och intressen och hans resor (Hjortberg hade varit skeppspredikant vid Ostindiska kompaniet och på så sätt kommit att besöka Kina tre gånger): böcker, biologiska preparat och en lemur, orgelpipor och instrument som väggur, passare med mera.